# Бахта
Бахта́ — река в Красноярском крае России, правый приток Енисея. В устье располагается посёлок Бахта (в XIX веке имел название Бахтинский).

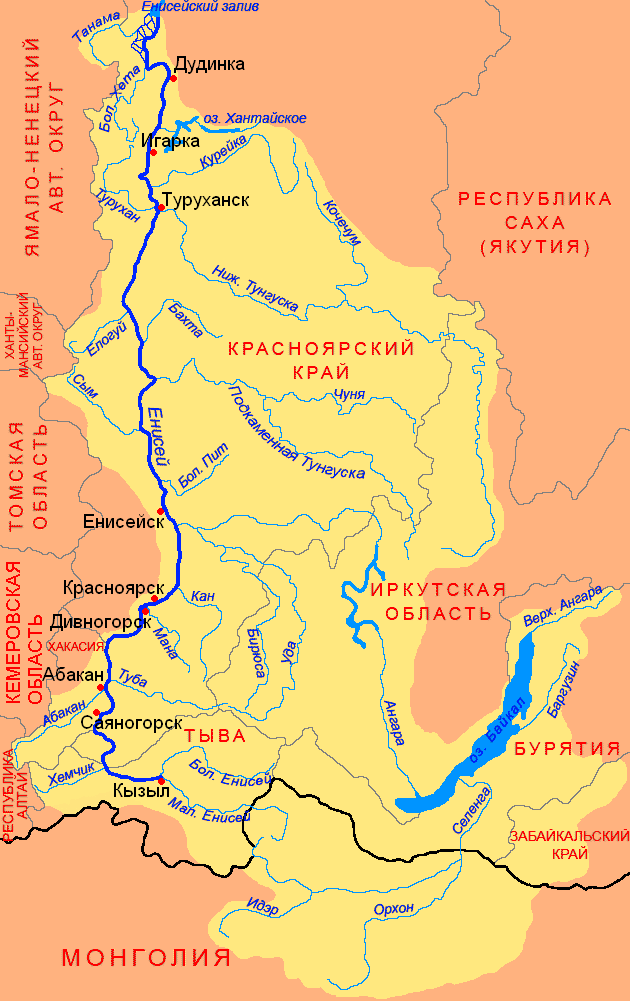
Бассейн Енисея

Длина — 498 км, площадь бассейна — 35,5 тыс. км². Протекает по Среднесибирскому плоскогорью, впадает в Енисей ниже по течению от места впадения в него реки Подкаменной Тунгуски. Течёт в узкой долине среди тайги, имеет быстрое течение и порожистое русло. В низовьях судоходна.
Питание снеговое и дождевое. Замерзает в середине октября, вскрывается в середине мая. Среднегодовой расход воды — около 490 м³/с, что соответствует объёму стока 15,465 км³/год.

## Геологическое строение бассейна
В геологическом плане, бассейн р. Бахта, в основном приурочен к структуре Сибирской платформы — окраине Тунгусской синеклизы. И только небольшая его часть — собственно течение Бахты на протяжении 25 км до её устья находится в периферийной зоне Западно-Сибирской молодой плиты. Таким образом, особенностью рассматриваемой территории является принадлежность к двум крупным морфоструктурам: Сибирской платформе (Тунгусской синеклизе) и Западно-Сибирской плите.
Формирование Тунгусской синеклизы завершилось в триасовом периоде, с образованием трапповых формаций в конце палеозоя. Синеклиза выполнена туфолавовыми образованиями нижнего триаса, мощность которых в данном месте варьируется от 0,5 км до 2 км. В среднем мезозое и раннем кайнозое, охватывающих юрский, меловой и палеогеновый периоды, происходит оживлённое тектоническое движение, которое после затухло. В это время вся платформа была подвержена подъёму, что повлекло за собой компенсирующее погружение смежных областей и вдоль Енисея, по системе региональных разломов наблюдается опускание земной коры — образуется молодая Западно-Сибирская платформа. На территории, по которой протекает Бахта в своём нижнем течении, откладываются лагунные, дельтовые прибрежно-континентальные и аллювиальные отложения. В юре — раннем меле данная территория продолжает опускаться. А в позднем меле — палеогене происходит конечное формирование современного образа Сибири и рассматриваемой поверхности.

## Геоморфология бассейна

Геоморфологическое районирование бассейна реки Бахта

Согласно геоморфологическому районированию Воскресенского С. С., бассейн реки Бахта располагается в геоморфологической стране «равнины — плоскогорья и низменности Восточной Сибири», провинции Сибирское плоскогорье, области Североэвенкийское плато и делится на три района: Усть-Катангский (нижняя часть течения р. Бахта, начиная с её выхода на Западно-Сибирскую плиту вплоть до устья), Нижнетунгусский (северная центральная часть) и Бахтино-Учаминский (основная часть бассейна).
Область Североэвенкийского плато является невысокой территорией — в пределах трёх рассматриваемых районов относительные высоты здесь не превышают 250 м, а средние абсолютные высоты — 700 м. Вся территория сложена отложениями тунгусской серии и траппами. Многочисленные трапповые плато, гряды различных размеров и некки (столбообразные тела, выполняющие жерла вулканов и состоящие из различных эруптивных материалов) образуют междуречья верхнего яруса (700—800 м). Междуречья же нижнего яруса (до 500 м) сложены пирокластами и осадочными породами. Во многих местах сохранились морены и флювиогляциальные отложения, а древние понижения они покрывают полностью.
Усть-Катангский район — плато с наложенными формами ледниково-аккумулятивного седиментогенеза. Характер поверхности здесь сглажен ледниками и относительные высоты достигают только 120 м в своём максимуме. Район соответствует Западно-Сибирской плите и находится на самом низком гипсометрическом уровне рассматриваемой территории.
Нижнетунгусский район представляет собой расчленённое плато. Сильное расчленение этой территории чётко отображается в показателях относительных высот — до 350 м, которые являются максимальными в бассейне Бахты. В плане абсолютных высот, район также является самым высоким в пределах бассейна р. Бахта: преобладающие абсолютные высоты здесь составляют 750 м. Район соответствует южной части Тунгусского плато, окраине территории, которая была подвержена в среднем мезозое — раннем кайнозое поднятию и входившая в Девонский вулканический пояс и после попавшая под воздействие активных эрозионно-денудационных процессов.
Бахтино-Учаминский район представлен плато с формами препарирования секущими трапповыми телами. Относительные высоты хотя и достигают 250 м, но основным их порядком являются 150 м. Район соответствует зоне контакта Восточной платформы и Западно-Сибирской плиты, попавшей под воздействие пермского вулканизма, покрывшего эту территорию базальтами, диабазами и туфами, что в последующее время привело к формированию здесь трапповых формаций.
Отдельно стоит отметить наличие здесь своеобразных форм рельефа: карг и каменных мостовых. Обычно, говоря о водных наносах, выделяют три их типа: растворенные, влекомые и взвешенные, но, видимо, для этой территории целесообразно выделить четвёртый тип — ледовые. Причиной данного предположения является генезис данных форм рельефа.
Карги представляют собой каменные косы, ориентация которых, соответствует направлению течения реки. Во время схождения ледостава лед начинает двигаться, и как бы сползать с берегов реки в воду. В это же время по пути движения происходит аккумуляция влекомого льдом обломочного материала, что и приводит к формированию вытянутых каменных кос, то есть карг.
Каменные мостовые тоже являются следствием аккумуляции влекомого обломочного материала, накапливающегося на берегах рек во время таяния льда. Этот материал откладывается на поверхности поймы и затем во время следующего холодного сезона утрамбовывается новым слоем льда, делая поверхность поймы, похожей на мостовую.

## Притоки
Ниже указаны притоки длиной 50 км и более
| Название       | Расстояние от устья | Длина | Площадь бассейна | Положение |
| -------------- | ------------------- | ----- | ---------------- | --------- |
| Сухая Бахта    | 16                  | 196   | 3970             | левый     |
| Малая Бахтинка | 93                  | 71    | 900              | правый    |
| Тынеп          | 138                 | 195   | 5840             | левый     |
| Хурингда       | 198                 | 169   | 4320             | правый    |
| Таначи         | 286                 | 95    | 1510             | правый    |
| Сурингдакан    | 317                 | 110   | 1390             | правый    |
| Майгунгда      | 375                 | 124   | 1960             | правый    |
| Голдоикта      | 407                 | 124   | 1940             | правый    |
| Дулкума        | 446                 | 61    | 570              | правый    |